# Depot von Zehmitz
Das Depot von Zehmitz (auch Hortfund von Zehmitz) ist ein Depotfund der frühbronzezeitlichen Aunjetitzer Kultur (2300–1550 v. Chr.) aus Zehmitz, einem Ortsteil der Gemeinde Südliches Anhalt im Landkreis Anhalt-Bitterfeld (Sachsen-Anhalt). Es datiert wahrscheinlich ins 20. Jahrhundert v.. Chr. Das Depot befindet sich heute im Landesmuseum für Vorgeschichte in Halle (Saale).

## Fundgeschichte
1997 wurde auf halber Strecke zwischen Zehmitz und Zehbitz von Ralf Schwarz mittels Luftbildarchäologie eine großflächiges mehrperiodiges Siedlungsareal entdeckt. Im Vorfeld der Errichtung einer Ferngastrasse der MITGAS von Peißen (Bernburg) nach Leipzig-Wiederitzsch fand hier 2003 eine archäologische Untersuchung unter Leitung von Helge Jarecki statt. Ein Grabungsarbeiter stieß dabei in einer Grube auf Bronzegegenstände. Als die Fundstelle daraufhin mittels Kreuzschnitt genauer untersucht wurde, wurden weitere Bronzegegenstände entdeckt. Die Erde um diese Funde herum wurde nun im Block geborgen und in der Restaurierungswerkstatt des Landesamts für Denkmalpflege und Archäologie in Halle untersucht, wobei aber keine weiteren Metallgegenstände gefunden wurden. Am Rand der Grube wurde später noch ein weiterer Bronzegegenstand entdeckt.
Innerhalb der Grube lagen alle Metallgegenstände in einem einheitlichen Horizont mit einer maximalen Ausdehnung von 1,0 m × 0,5 m und einer Höhe von 0,3 m. Zusammen mit ihnen wurden mehr als 100 Keramikscherben, knapp 100 Tierknochen sowie Feuerstein-Artefakte, Hüttenlehm und botanische Reste gefunden.

## Zusammensetzung
Das Depot besteht aus sieben Bronzegegenständen: eine zweiteilige Schleifennadel mit Rollenkopf, eine einteilige Schleifennadel mit Spiralkopf, ein Noppenring, ein Bronzedraht und drei Spiralröllchen. Der Draht ist in vier Teile zerbrochen. Er und der Noppenring wurden ineinander gewickelt aufgefunden. Das Gesamtgewicht der Funde beträgt 177 g.
Von den beiden Nadeln, dem Noppenring und dem Draht wurden in Halle Proben genommen und diese am Institut für Archäometrie der TU Bergakademie Freiberg mittels energiedispersiver Röntgenfluoreszenzanalyse untersucht. Dabei wurde festgestellt, dass die Gegenstände aus für Mitteldeutschland eher ungewöhnlichem Fahlerzmetall bestehen, also aus sulfidischem Kupfererz mit hohen Beimengungen von Arsen, Antimon, Nickel und Silber. Der Zinngehalt ist bei den Nadeln und dem Noppenring äußerst niedrig (zwischen 0,085 und 0,6 Prozent) und hatte damit keinen nennenswerten Effekt auf die Materialeigenschaften. Möglicherweise geht er auf das Einschmelzen von Altmetall zurück. Beim Draht ist der Anteil an Zinn (4,4 Prozent) und Silber (5,4 Prozent) gegenüber den anderen Stücken deutlich erhöht.

## Datierung
Das Alter des Depots konnte über eine Radiokarbondatierung von zwei verkohlten Gerstenkörnern, die ebenfalls in der Grube gefunden wurden, relativ genau bestimmt werden. Diese ergab für das erste Korn ein Alter von 1982–1914 cal BC im 1-Sigma-Bereich bzw. 2046–1878 cal BC im 2-Sigma-Bereich und für das zweite Korn ein Alter von 1982–1914 cal BC im 1-Sigma-Bereich bzw. 2048–1878 cal BC im 2-Sigma-Bereich. Die Niederlegung des Depots dürfte damit etwa in der Mitte des 20. Jahrhunderts v. Chr. erfolgt sein.